# Los dioses del agua
Los dioses del agua es una película dramática coproducción de Argentina, Angola y Etiopía filmada en colores dirigida por Pablo César sobre su propio guion escrito en colaboración con Liliana Nadal que se estrenó el 21 de noviembre de 2014 en India y tuvo como actores principales a Charo Bogarin, Onésimo De Carvalho, Jovania Da Costa y Juan Palomino.

## Antecedentes del guion
El guion está inspirado en la investigación de Marcel Griaule un etnólogo francés que estudió las etnias Dogón que vive en la región central de Malí y Chokwe.

## Producción
Esta primera coproducción entre Argentina y Angola se realizó en el marco del acuerdo de cooperación cultural firmado en 2013 por ambos gobiernos y en ella además de los actores argentinos trabajan los angoleños Onésimo de Carvalho Salvador y Jovania Da Costa. Para trasmitir de manera sensorial su clima entre investigación racional y mito extraordinario, el director filmó en 35mm (cuando ya nadie lo hace) con lentes anamórficos que empleó Carlos Ferro a cargo de la dirección de fotografía. Contribuye en la construcción de climas y atmósferas inexplicables la banda de sonido compuesta por Hyperborei, grupo cuya música puede definirse como dark folk, con tintes neoclásicos, marciales y étnicos.
Fue filmada en Lunda Norte y Malange, en Angola, en especial en las Cataratas de Kalandula y en las Piedras Negras de Pungo Andogo, y en Addis Ababa y Lalibela, en Etiopía, en antiguos monasterios coptos y en una zona de obeliscos milenarios.

## Sinopsis
Estimulado por los estudios de un etnólogo francés, su colega argentino, Hermes, viaja por su país, Angola y Etiopía buscando determinar con la ayuda del joven angolano Oko, de Ayelen y del egiptólogo  Esteban si la humanidad es la creación de seres anfibios extraterrestres.

## Reparto
Intervinieron en la película los siguientes intérpretes:
- Charo Bogarin
- Jovania Da Costa
- Onésimo De Carvalho
- Horacio José Kilulo
- Boy Olmi
- Juan Palomino
- José Fernando Pinto
- Peofeta Sidney
- Leonora Silveira

## Crítica
Javier Porta Fouz opinó en La Nación:

“En Los dioses del agua asistimos a una narrativa más tradicional, y los intentos poéticos de Unicornio (el jardín de las frutas) y Afrodita (el jardín de los perfumes), e incluso las excentricidades de Sangre, tienen menos cabida.…Las secuencias se suceden sin fluidez y carecen de vibración, ritmo y cohesión, como si no se pudieran contagiar de la vitalidad de los mitos a los que hacen referencia. Charo Bogarín… desborda fotogenia y energía en sus apariciones, pero la línea narrativa que la incluye queda (como otras en esta extensa película) inacabada, perdida en una maquinaria fílmica notoriamente desajustada.“

Alejandra Portela em el sitio leedor.com dijo:

"Pablo César se abre paso en un territorio que no le es desconocido...pero por el que avanza, contradictoriamente, con paso de un extranjero que visita por primera vez las ruinas de una civilización desconocida. Su protagonista también camina de forma dubitativa e incierta en los poco probables terrenos que le ofrece el guion: como los encuentros con un joven angoleño que estudia en Buenos Aires la historia de los afrodescendientes y sufre el impacto de un espacio pesadillesco, o la mujer Qôm invitada a participar de una obra de teatro o, lo más inverosímil de todo la súbita aparición de un egiptólogo estudioso de los conocimientos de los pueblos africanos conectado a un tubo de oxigeno tras una enfermedad adquirida en Africa.

## Premio
La película obtuvo el Premio a Mejor Película Extranjera y al Mejor Director, en el Festival Internacional de Cine de Houston (Next International Film Festival (NIFF) 2015.